# Phạm Lý Đức
Phạm Lý Đức là một cầu thủ bóng đá chuyên nghiệp người Việt Nam, hiện đang thi đấu ở vị trí trung vệ cho câu lạc bộ bóng đá Công An Hà Nội, đội tuyển U-23 Việt Nam và Đội tuyển bóng đá quốc gia Việt Nam.

## Sự nghiệp câu lạc bộ
Trường thành từ trung tâm đào tạo trẻ của Nutifood, Lý Đức bắt đầu sự nghiệp thi đấu cấp câu lạc bộ vào năm 2022 tại Giải bóng đá hạng Nhì quốc gia 2022. Một năm sau, khi được chuyển đến cho câu lạc bộ Hoàng Anh Gia Lai, cầu thủ này ngay lập tức được cho mượn đến câu lạc bộ đang thi đấu ở V.League 2 là Bà Rịa-Vũng Tàu.
Sau 2 mùa giải ở Bà Rịa-Vũng Tàu, Lý Đức trở lại câu lạc bộ Hoàng Anh Gia Lai vào tháng 8/2024, bắt đầu thi đấu ở V.League 1. Đến ngày 31 tháng 7 năm 2025, Lý Đức được chuyển nhượng sang cho câu lạc bộ Công An Hà Nội.

## Sự nghiệp đội tuyển quốc gia
Vào tháng 3 năm 2025, Lý Đức lần đầu tiên được triệu tập vào đội tuyển quốc gia Việt Nam cho trận đấu thuộc khuôn khổ Vòng loại Cúp bóng đá châu Á 2027 gặp đội tuyển Lào. Đến tháng 7 cùng năm, Lý Đức cùng với đội tuyển U-23 quốc gia nước này giành chức vô địch Giải vô địch bóng đá U-23 ASEAN 2025.

## Danh hiệu

### Công An Hà Nội
- Siêu cúp bóng đá Việt Nam: 2025

### U-23 Việt Nam
- Giải vô địch bóng đá U-23 ASEAN: 2025